# Saim Sadiq
Saim Sadiq (ur. 28 marca 1991 w Lahaurze) – pakistański reżyser, scenarzysta i montażysta filmowy. Autor wielokrotnie nagradzanych filmów fabularnych i krótkometrażowych. W swojej twórczości często porusza temat transpłciowości.

## Życiorys
Urodził się i wychował w Lahaurze. W 2014 ukończył antropologię na Uniwersytecie Nauk Zarządzania w Lahore (LUMS), a następnie w 2019 - studia filmowe na nowojorskiej Columbia University School of the Arts.
Jego krótki metraż Darling (2019) zdobył nagrodę za najlepszy film krótkometrażowy w sekcji "Horyzonty" na 76. MFF w Wenecji. Ten pierwszy pakistański obraz w oficjalnej selekcji weneckiego festiwalu opowiadał o świecie lahaurskich tancerzy erotycznych.
Pełnometrażowy debiut fabularny Sadiqa, Joyland (2022), zdobył Nagrodę Jury w sekcji "Un Certain Regard" oraz Queerową Palmę na 75. MFF w Cannes. Był to pierwszy w historii imprezy film z Pakistanu zaprezentowany w selekcji oficjalnej. Obraz opowiadał o młodym mężczyźnie z tradycyjnej rodziny, który potajemnie zostaje tancerzem erotycznym i zakochuje się w transseksualnej koleżance, podczas gdy jego żona spodziewa się pierwszego dziecka.